# Roberto Cifuentes Parada
Roberto Cifuentes Parada (Santiago, 21 december 1957) is een Spaanse, in Chili geboren, schaker. In 1991 werd hem door de FIDE de Grootmeestertitel (GM) toegekend.
Vijf keer won hij het schaakkampioenschap van Chili (1982–1986).
In 1981 werd hij gedeeld 5e–6e op het San Pedro de Jujuy, op het Panamerikaanse schaakkampioenschap, dat werd gewonnen Zenon Franco. In 1986 won hij in Asunción (Paraguay). In 1987 werd hij zesde in Santiago de Chile op het 13e Torneo Zonal Sudamericano, dat werd gewonnen door Gilberto Milos, en werd tweede, achter Mikhail Tal, in Rio Hondo. Ook won hij in 1987 met 7 pt. uit 9 ongedeeld het Dutch Open toernooi.
Met het Chileense team nam hij zeven keer deel aan de Schaakolympiade (1978–1990). Twee keer nam hij met het Chileense team deel aan het Panamerikaanse kampioenschap voor schaakteams (1985 en 1987); individueel won hij een gouden en een bronzen medaille, met het team won hij een zilveren en een bronzen medaille. In 1991 werd hij grootmeester. 
Toen verliet hij Chili voor Nederland. In het tijdsvak 1992–2001 kwam hij uit voor Nederland.  Hij won in 1992 en 1994 het Daniël Noteboom-toernooi in Leiden. In 1992 won hij het Open Kampioenschap van Utrecht. In 1993 werd hij tweede op het Nederlands kampioenschap schaken. In 1995 werd hij derde op het 30e Capablanca Memorial, gehouden in Matanzas (Cuba), dat werd gewonnen door Tony Miles. In 1998 speelde hij mee in het Utrecht open toernooi en bezette hij een gedeelde eerste plaats. 
Toen vertrok hij naar Spanje. In 2001 nam hij deel aan het Narciso Yepes toernooi in Lorca (Spanje) waar hij derde werd. Alexander Rustemov werd eerste. In 2003 speelde hij in het EK landenteams voor Spanje. In 2004 maakte hij op de 36e Schaakolympiade in Calvià deel uit van het Spaanse team dat als tiende eindigde.
Cifuentes is geïnteresseerd in computerschaken en publiceert over dit onderwerp.